# Пендік
Пендік (тур. Pendik) — район Стамбула , Туреччина, на анатолійській стороні між Карталом і Тузлою, на березі Мармурового моря. 
Є домівкою міжнародного аеропорту імені Сабіхи Гьокчен. 
Населення — 711 894 осіб. 
Межує із Султанбейлі, Санджактепе та Чекмекьой з північного заходу, Шиле з півночі та Гебзе з північного сходу.

## Опис
До 1970-х років Пендік був сільською місцевістю, віддаленою від міста. 
Сьогодні Пендік — багатолюдне поєднання житла робітничого класу (особливо далі в напрямку автостради E5) з дорогими квартирами з видом на море вздовж узбережжя. 
Тут є жвавий торговий район (з великим вуличним ринком у суботу), ресторани та кінотеатри.
Район обслуговують приміські поїзди Мармарай. 
З 25 липня 2014 року високошвидкісні послуги до Анкари починаються зі цієї станції до припинення модернізації лінії до Стамбула. 
У 2016 році було завершено розширення лінії М4 стамбульського метро. 
Станція метро Пендік розташована приблизно за 1 км на північ від залізничної станції.
Протягом століть босняки мігрували до Туреччини, причому велика кількість прибула після австро-угорської кампанії в Боснії та Герцеговині в 1878 році. 
Багато з них оселилися в районах Пендік: Сапанбаглари , Єшилбаглар і Бахчеліевлер. 
Окрім того, що назвали свої вулиці та крамниці на честь своїх сел в Боснії, ці люди влилися в стамбульський спосіб життя робітничого класу решти Пендіка.
Наприкінці 1990-х два приватні навчальні заклади були побудовано: Коч-Озел-Лісесі та університету Сабанджі.

## Клімат
| Клімат Пендік                              | Клімат Пендік | Клімат Пендік | Клімат Пендік | Клімат Пендік | Клімат Пендік | Клімат Пендік | Клімат Пендік | Клімат Пендік | Клімат Пендік | Клімат Пендік | Клімат Пендік | Клімат Пендік | Клімат Пендік |
| Показник                                   | Січ.          | Лют.          | Бер.          | Квіт.         | Трав.         | Черв.         | Лип.          | Серп.         | Вер.          | Жовт.         | Лист.         | Груд.         |               |
| Абсолютний максимум, °C                    | 19,5          | 23,8          | 24,4          | 28,7          | 34,3          | 36,7          | 37,4          | 36,4          | 37,7          | 34,7          | 26,2          | 21,7          |               |
| Середній максимум, °C                      | 9,3           | 10,0          | 11,8          | 16,9          | 21,7          | 26,2          | 28,5          | 28,3          | 25,1          | 19,9          | 15,7          | 11,7          |               |
| Середня температура, °C                    | 6,1           | 6,7           | 8,0           | 12,4          | 16,8          | 21,0          | 23,3          | 23,3          | 20,3          | 15,9          | 12,1          | 8,5           |               |
| Середній мінімум, °C                       | 2,8           | 3,3           | 4,1           | 7,8           | 11,8          | 15,8          | 18,1          | 18,3          | 15,4          | 11,8          | 8,4           | 5,3           |               |
| Абсолютний мінімум, °C                     | −7,6          | −3,5          | −3,3          | −0,1          | 6,7           | 11,3          | 14,6          | 14,9          | 9,3           | 6,1           | 0,3           | −2,9          |               |
| Середня кількість сонячних годин на місяць | 63,6          | 80,8          | 123,1         | 170,0         | 226,3         | 266,6         | 279,8         | 265,8         | 199,5         | 158,5         | 104,6         | 72,0          |               |
| Норма опадів, мм                           | 97.5          | 79.8          | 64.0          | 55.9          | 52.0          | 46.4          | 24.0          | 43.4          | 58.3          | 59.9          | 62.6          | 88.6          |               |
| Днів з опадами                             | 18            | 16            | 14            | 12            | 11            | 9             | 4             | 7             | 10            | 12            | 14            | 17            |               |
| Днів зі снігом                             | 2             | 3             | 1             | 0             | 0             | 0             | 0             | 0             | 0             | 0             | 0             | 1             |               |
| ------------------------------------------ | ------------- | ------------- | ------------- | ------------- | ------------- | ------------- | ------------- | ------------- | ------------- | ------------- | ------------- | ------------- | ------------- |
| Джерело:                                   |               |               |               |               |               |               |               |               |               |               |               |               |               |